# Pastorizzazione
La pastorizzazione (o pasteurizzazione) è un processo di risanamento termico applicato ad alcuni alimenti allo scopo di minimizzare i rischi per la salute dovuti a microrganismi patogeni sensibili al calore, quali batteri in forma vegetativa, funghi e lieviti, con un'alterazione minima delle caratteristiche chimiche, fisiche ed organolettiche dell'alimento.
Si differenzia quindi dalla sterilizzazione, ottenuta con temperature (e tempi di applicazioni delle stesse) notevolmente maggiori, che garantisce un marcato aumento dei tempi di conservazione al prezzo di un'alterazione spesso pesante dei contenuti nutritivi e delle caratteristiche organolettiche dell'alimento.
Si differenzia inoltre dalla termizzazione (più spesso usata solo per il latte e suoi derivati) soprattutto per la durata del trattamento.

## Storia
Il procedimento della pastorizzazione deve il suo nome al chimico francese Louis Pasteur e trova origine nei famosi esperimenti pubblici del 20 aprile 1862 (con Claude Bernard) e 7 aprile 1864, con i quali dimostrò la fallacia della teoria della generazione spontanea.
La prima applicazione ad opera dello stesso Pasteur fu sul vino, su incarico di Napoleone III, a partire dal 1863. Oltre a notevoli avanzamenti nella comprensione della fermentazione alcolica ad opera dei lieviti, scoprì che il vino riscaldato a 55 °C in assenza di ossigeno non subiva l'inacidimento, comune all'epoca. Conclusivo e spettacolare fu l'esperimento di trasporto effettuato in collaborazione con la Marina militare sulla fregata La Sybille. Pasteur dimostrò la possibilità di trasportare il vino trattato su lunghissime distanze, con ovvi vantaggi per le esportazioni francesi, senza che si deteriorasse o fosse necessario addizionarlo con alcol per tentare di evitarlo, come si faceva in precedenza. Negli stessi anni applicò il medesimo procedimento all'aceto, su richiesta dei produttori di Orléans, e poco dopo anche alla birra.
Non risulta che Pasteur abbia mai sperimentato la pastorizzazione del latte. Essa fu proposta nel 1886, a vantaggio soprattutto degli infanti, dal chimico tedesco Franz von Soxhlet, che creò anche l'apparecchiatura necessaria per eseguirla in ambiente domestico. La proposta seguì di pochi anni la scoperta del bacillo della tubercolosi da parte di Robert Koch. Sebbene i metodi adottati non fossero ottimali, visti i benefici presto evidenziatisi sulla salute pubblica e i vantaggi commerciali che i tempi di conservazione aumentati garantivano, nei decenni successivi fu adottata in diversi paesi occidentali.
"La p. trae il nome da quello di L. Pasteur e la sua origine da una serie di ricerche che Pasteur condusse sulle cause che minacciavano di portare alla rovina le grandi industrie francesi della birra e del vino a causa dell’acidificazione e dell’alterazione. Nel 1864, di fronte all’Accademia francese delle scienze, Pasteur affermò che la causa della ‘malattia’ del vino e della birra era la vegetazione microscopica, capace di moltiplicarsi, in condizioni favorevoli, fino ad alterare il prodotto; l’acidificazione poteva essere evitata bollendo il vino e imbottigliandolo poi in contenitori a chiusura ermetica: in questo modo si distruggeva prima la microflora presente nel prodotto, e s’impediva poi ai microrganismi dell’ambiente di venire a contatto con la bevanda risanata. Già nel 1795 un altro francese, N. Appert, era riuscito a conservare vari tipi di alimenti chiudendoli in contenitori ermetici di vetro e riscaldandoli poi per immersione in acqua bollente. Pasteur fu però il primo a provare la relazione fra le alterazioni dei cibi a contatto con l’ambiente esterno e la presenza di microrganismi, confermando che il calore poteva essere usato per distruggere questi microrganismi, e dando insomma una spiegazione scientifica alle osservazioni empiriche di Apert e di altri."

## Caratteristiche

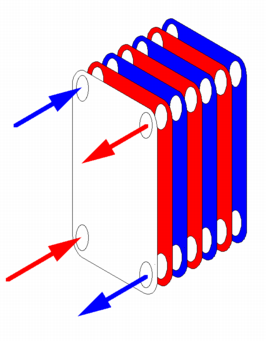
Schema di funzionamento di uno scambiatore a piastre. In blu è evidenziata la corrente del liquido da trattare, in rosso il fluido riscaldante.

Essa di solito viene seguita da un rapido raffreddamento e in generale, se accoppiata a procedure corrette di confezionamento che riducano i rischi di ricontaminazione dopo la sua applicazione, aumenta i tempi di conservazione rispetto al prodotto fresco. La pastorizzazione degli alimenti liquidi si compie tramite scambiatori di calore che possono essere tubolari, a superficie raschiata oppure a piastre (costituiti da piastre metalliche sovrapposte, su cui scorre da un lato il liquido da trattare, dall'altro un fluido riscaldato alla temperatura richiesta). I due fluidi vengono fatti scorrere in direzioni opposte e in strati sottili, in modo da rendere più efficiente lo scambio termico e assicurarsi che tutto il liquido alimentare raggiunga la temperatura voluta.
Il tempo di trattamento corrisponde al periodo di tempo necessario per il prodotto ad attraversare la cella di pastorizzazione. L'evoluzione tecnologica permette di regolare con precisione la temperatura ed i tempi di esposizione, portando ad avere trattamenti a temperature maggiori per tempi limitati.
Le temperature applicate variano a seconda degli alimenti oggetto del trattamento, ma sono comunque inferiori a quelle che provocherebbero alterazioni pesanti (per la denaturazione massiva delle proteine contenute, ad esempio). La pastorizzazione non è quindi in grado di distruggere le spore. Inoltre diversi batteri termofili o termoresistenti (termodurici) sono in grado di sopravvivere al trattamento, ma non sono causa di malattie o di alterazioni dell'alimento, se ben conservato successivamente.
"Per la p. del latte esistono due tipi di pastorizzatori: per la p. con il latte tenuto a temperatura non molto alta (63 °C ca.) per un tempo relativamente lungo (20-30 minuti), o a temperatura più alta (intorno a 75 °C) per qualche decina di secondi. Il primo tipo è poco usato, perché non consente elevate produzioni orarie; è formato da scambiatori di calore cilindrici o conici (tini) sia ad asse orizzontale sia ad asse verticale a doppia parete, formante intercapedine nella quale circola il vapore di riscaldamento; il latte, riscaldato in questi scambiatori, viene poi fatto sostare per il tempo necessario in vasche tenute a temperatura costante. I tipi usati a funzionamento rapido sono costituiti essenzialmente da uno scambiatore di calore a piastre, che permette il riscaldamento di un velo sottile di latte (di qualche mm di spessore) a mezzo di circolazione di un fluido caldo, da un tubo sostatore continuo di lunghezza tale da consentire al latte di rimanere alla temperatura di pastorizzazione per il tempo necessario, da serbatoi termostatici di stoccaggio, da pompe per la circolazione del latte e per la circolazione del fluido nel refrigeratore, nel quale il latte acquista la temperatura finale per la conservazione (3-5 °C)."

## Alimenti trattati
L'impiego della pastorizzazione non è usato per la sanificazione a larga scala di tutti gli alimenti, poiché può indurre alterazioni sul gusto e sulla qualità dei cibi. Il suo uso è limitato ad alcuni alimenti in forma liquida (soprattutto latte, vino, birra e succhi di frutta), su cui il processo si può compiere con particolare efficacia e con limitati effetti avversi.

## Temperature di esercizio
La pastorizzazione si definisce:
- Bassa → 60-65 °C per 30 minuti (Impiegata nel trattamento di alimenti delicati quali vino e birra)
- Alta → 75-85 °C per 2-3 minuti
- Rapida o HTST (High Temperature Short Time) → 75-85 °C per 15-20 secondi

Tali temperature comportano l'inattivazione degli enzimi e dei microrganismi patogeni; spore e microrganismi termofili rimangono intatti in quanto le temperature non sono sufficientemente elevate come avviene invece nella sterilizzazione. Si hanno inoltre ridotte perdite dal punto di vista nutrizionale e organolettico.

## Disposizioni legislative in Italia
In Italia la pastorizzazione del latte fu introdotta con il Regio Decreto 9 maggio 1929 n. 994.
Secondo quanto riportato dalla legge 3 maggio 1989 n. 169 e il DPR 14 gennaio 1997 n. 54, il latte pastorizzato deve possedere le seguenti caratteristiche:
- Essere ottenuto mediante un trattamento che comporti un'elevata temperatura per un breve periodo di tempo (almeno 71,7 °C per 15 secondi o qualsiasi altra combinazione equivalente) o mediante un trattamento di pastorizzazione che impieghi diverse combinazioni di tempo e temperatura raggiungendo un effetto equivalente.
- Presentare una reazione negativa alla prova della fosfatasi e positiva alla prova della perossidasi. È tuttavia autorizzata la fabbricazione di latte pastorizzato che presenti una reazione negativa della prova di perossidasi a condizione che sulle confezioni figuri una indicazione del tipo: pastorizzato a temperatura elevata.
- Al trattamento termico deve seguire un rapido raffreddamento che porti il latte nel più breve tempo possibile ad una temperatura non superiore ai 4 °C.
- Deve avere un contenuto in sieroproteine solubili non denaturate non inferiore all'11% delle proteine totali, e non inferiore al 14% delle proteine totali nel latte fresco pastorizzato, e non inferiore al 15,5% delle proteine totali nel latte fresco pastorizzato di alta qualità.

Con il trattamento termico di pastorizzazione abbiamo:
- Distruzione del microrganismi patogeni non sporigeni.
- Conservabilità a 4 °C per 4 giorni (fino a 45 giorni per il latte pastorizzato ad alta temperatura)
- Denaturazione del 10-25% delle sieroproteine (fino a 50% per il latte ad alta temperatura)
- Distruzione fino al 10% della vitamina C.

Viene definito "latte fresco pastorizzato" il latte che perviene crudo allo stabilimento di confezionamento e che è sottoposto a un solo trattamento termico entro 48 ore dalla mungitura.
Viene definito "latte fresco pastorizzato di alta qualità" il latte fresco pastorizzato ottenuto da latte crudo proveniente direttamente dalle stalle, ovvero da centri di raccolta cooperativi o consortili, avente le caratteristiche igieniche e di composizione stabilite con particolare riferimento al contenuto di proteine, grasso, di carica batterica totale e di numero di cellule somatiche. Può essere messo in commercio solo nel tipo intero e con un contenuto in materia grassa non inferiore al 3,5%.